# Kefenrod
Kefenrod est une municipalité allemande située dans le land de la Hesse et l'arrondissement de Wetterau.

## Personnalités liées à la ville
- Alfred Druschel (1917-1945), aviateur né à Bindsachsen.